# Pontiac Solstice
Pontiac Solstice - це спортивний задньоприводний автомобіль, який вироблявся Pontiac. 

## Опис

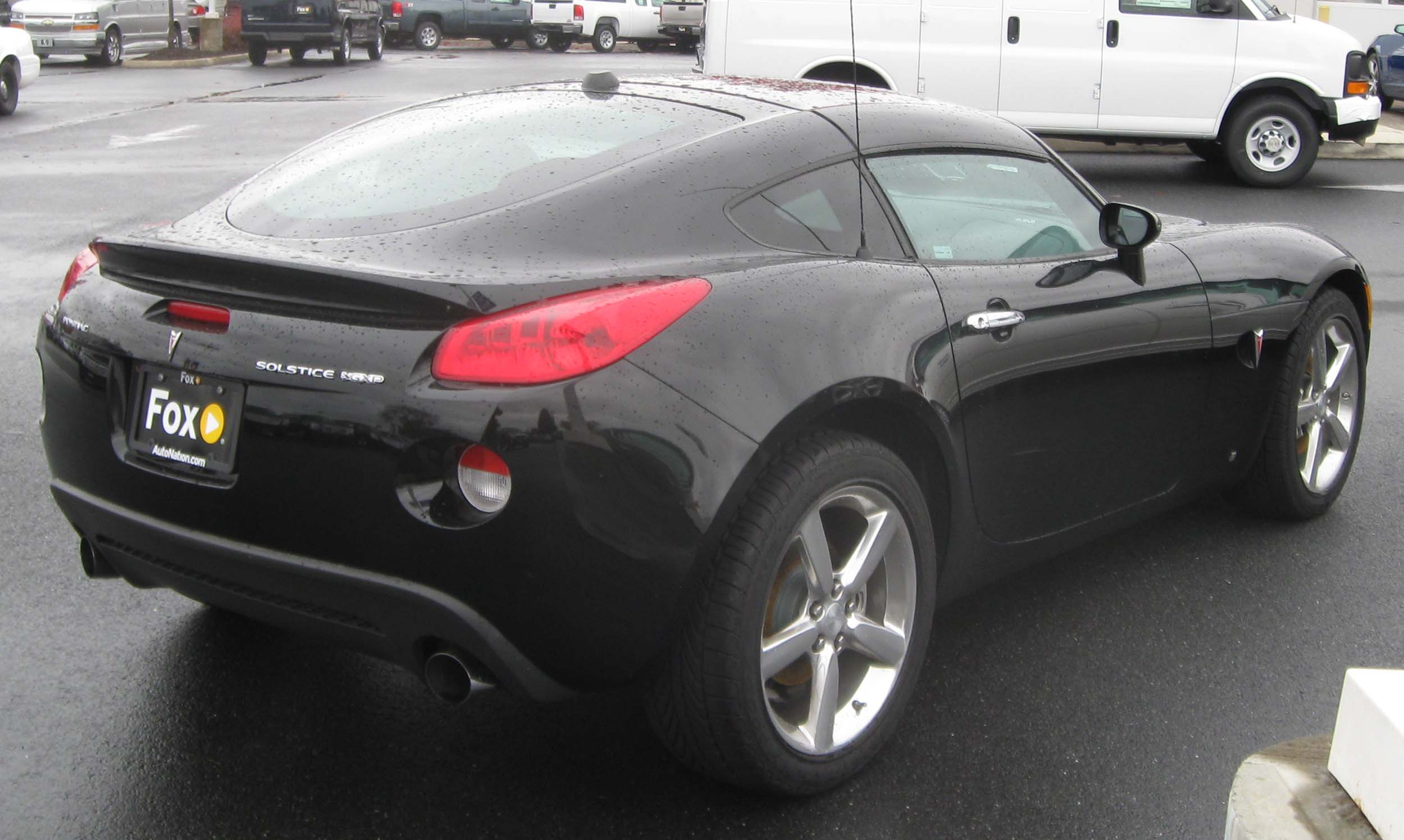
Pontiac Solstice GXP coupe

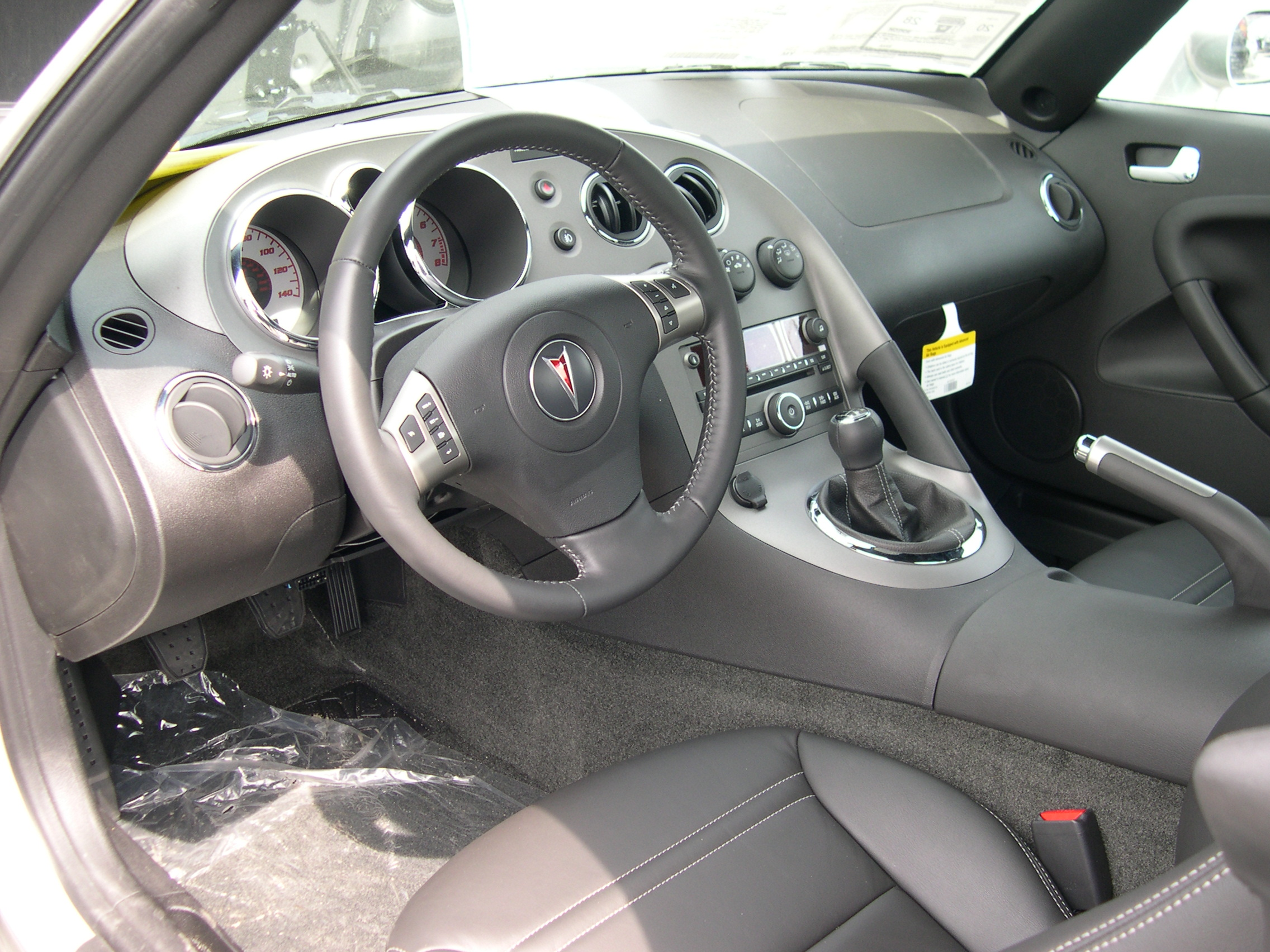

Представлений на Північноамериканському міжнародному автосалоні 2004 року, родстер Solstice розпочав виробництво у Вілмінгтоні, штат Делавер, починаючи з середини 2005 року для 2006 модельного року. Він працює від атмосферного двигуна I4 потужністю 2,4 л потужністю 177 к.с. (225 Нм). 
Зовнішній вигляд виробничого Solstice схожий на концепцію Solstice 2002 року, яка передувала йому. 
Виробництво Solstice повинно було початися до літа 2005 року, але затримки на заводі у Вілмінгтоні підштовхнули обсяг виробництва до четвертого кварталу. 
У середині 2008 року було оголошено про нову версію моделі targa top  2009 року. Solstice використовує платформу GM Kappa, яка також лежить в основі Saturn Sky, Opel GT та Daewoo G2X. 
Це був перший двомісний родстер з моменту припинення продажів Pontiac Fiero в 1988 році.
Solstice було номіновано на премію "Автомобіль року Північної Америки" та нагороду "Дизайн року" від Асоціації автомобільних журналістів Канади (AJAC) за 2006 рік. Це був удар для Pontiac, 7 000 замовлень за перші 10 днів наявності і ще 6000 замовлень до зими. Хоча виробництво першого року планувалося в 7000, GM вибачилася перед замовниками за затримки і збільшила виробництво, поставивши 10 000 до 1 березня.
Після економічного спаду 2008 року, GM ліквідував підрозділ Pontiac. Виробництво закінчилося закриттям заводу Вілмінгтонської асамблеї в липні 2009 року.

## Двигуни
- 2.4 L Ecotec LE5 I4 177 к.с.
- 2.0 L Ecotec LNF turbo I4 260 к.с.

## Виробництво
| рік    | авто   |
| 2005   | 9382   |
| 2006   | 23 679 |
| 2007   | 24 049 |
| 2008   | 6843   |
| 2009   | 1771   |
| всього | 65 724 |

## Продажі в США
| рік  | авто  |
| ---- | ----- |
| 2005 | 5445  |
| 2006 | 19710 |
| 2007 | 16779 |
| 2008 | 10739 |
| 2009 | 5642  |
| 2010 | 7409  |